# Parc de Chambord
Le parc de Chambord est un parc forestier clos situé à Chambord dans le département de Loir-et-Cher en région Centre-Val de Loire.
Le parc est une composante du domaine national de Chambord célèbre pour son château.

## Description

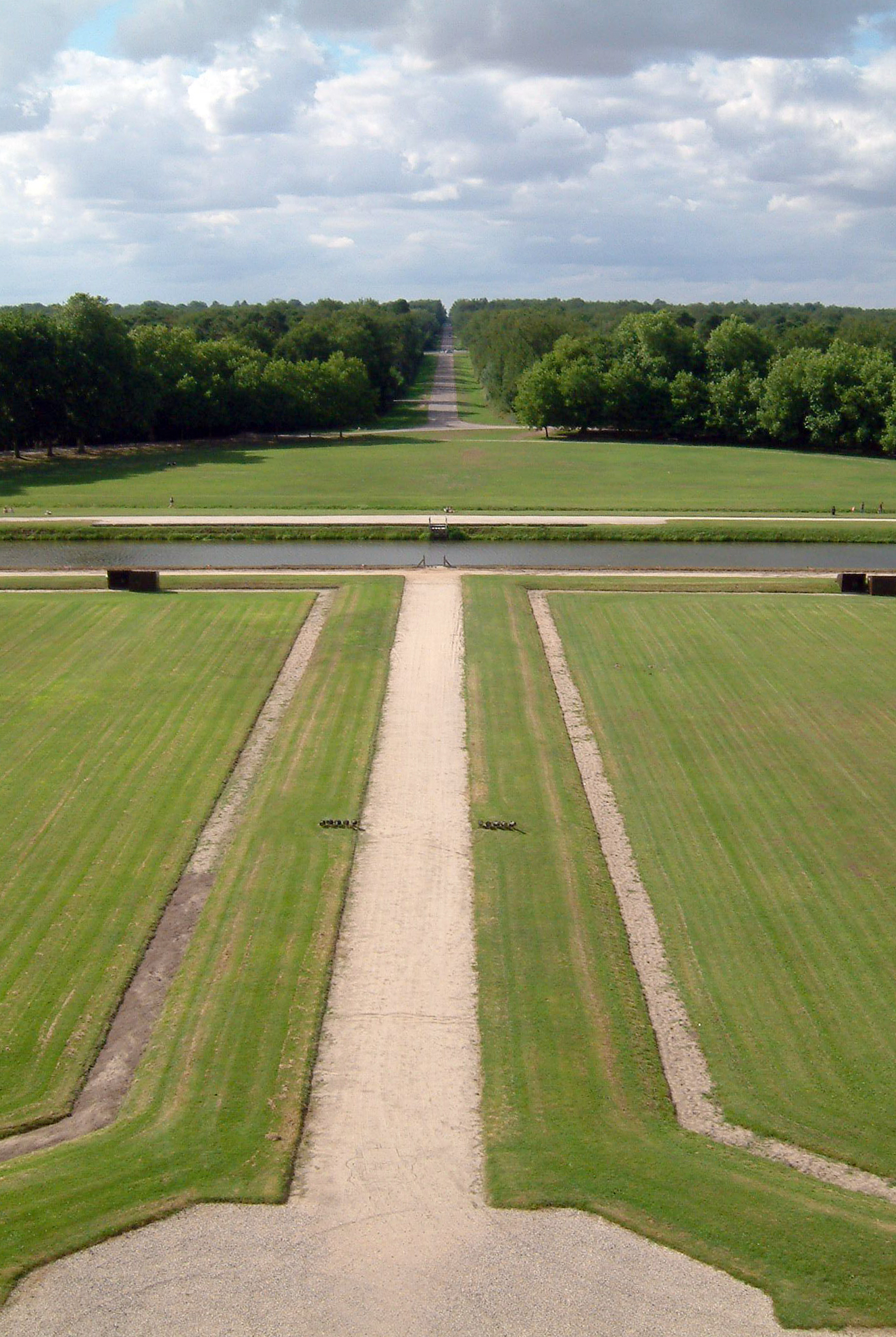
Le parc du château au premier plan, devant la forêt au second.

Le parc de Chambord est un élément constitutif du projet royal du roi de France François Ier. Il est entrepris moins de cinq ans après le début des travaux du château, pour constituer un enclos boisé destiné à la fois à la chasse et à la conservation du gibier, comme dans la plupart des grands châteaux des XVe et XVIe siècles. Il est totalement original, par ces dimensions inhabituelles, c'est le plus grand parc ceint de murs existant en France, et par la position centrale du château au milieu du domaine.
Dans ses dimensions de 1523, le parc projeté compte déjà plus de 3 000 arpents (1 500 ha) et son tracé englobe de nombreuses propriétés privées. La construction du mur d'enceinte de 32 km de long, troué de six portes, commence dès 1542. Un office de capitainerie est créé par le roi en 1547, pour la garde du parc, jusqu’à sa dissolution par Louis XVI en 1777.
Le parc de Chambord couvre aujourd'hui 5 440 ha, dont 1 000 ha sont ouverts au public, ce qui en fait le plus grand parc forestier clos d’Europe.

### Faune
Des observatoires situés le long de la route principale et le long des chemins de randonnée permettent d'observer la faune.
Le cerf et le sanglier sont les espèces emblématiques de la forêt de Chambord, dans laquelle vivent également des mouflons méditerranéens introduits dans l'enclos à partir de populations issues de Corse, du Jardin des plantes de Paris, du parc zoologique de Vincennes et de l'ex-Tchécoslovaquie.
À partir de la réserve de faune que constitue la forêt de Chambord, des cerfs et des mouflons ont été prélevés afin de réintroduire ces espèces sur de nouveaux territoires.

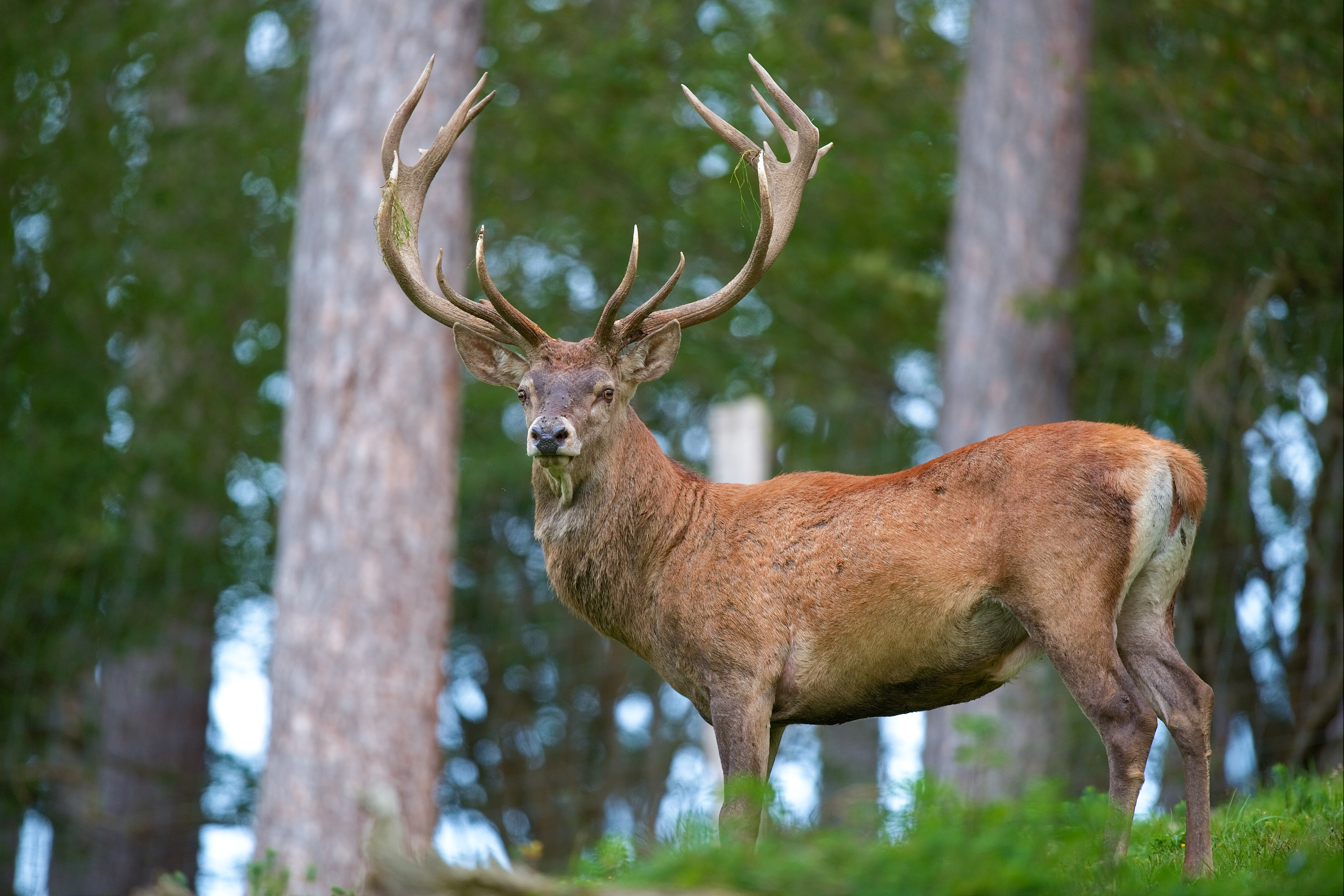
Cerf élaphe
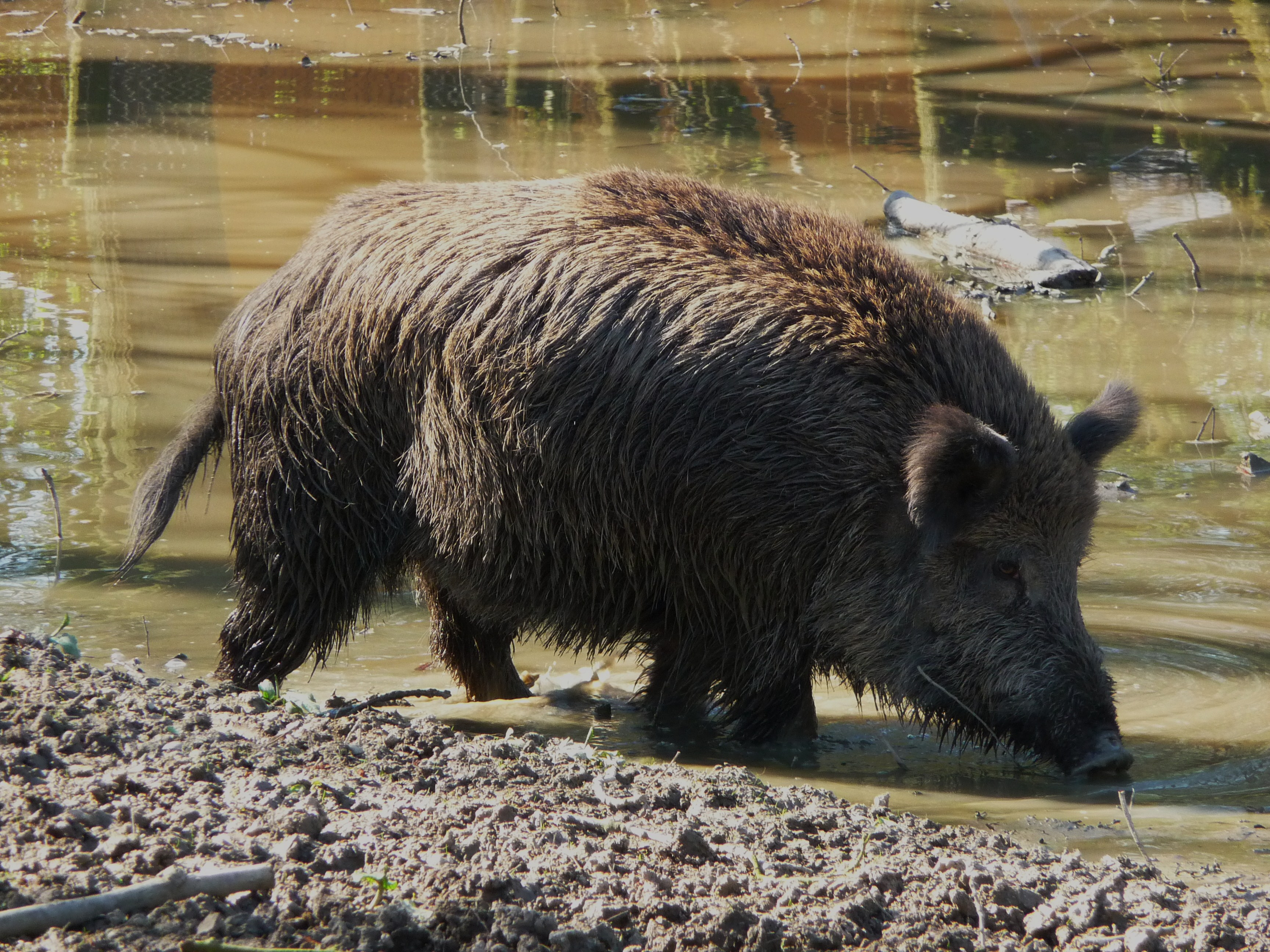
Sanglier
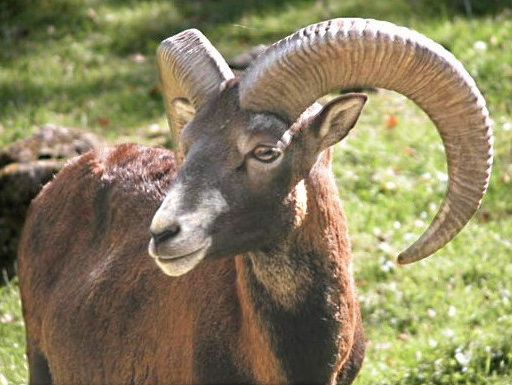
Mouflon méditerranéen

Concernant l'avifaune, le site est un lieu privilégié tant en période de reproduction, en passage migratoire ou pour des espèces nicheuses. Les espèces suivantes ont été observées notamment au cours de la période de reproduction : balbuzard pêcheur, circaète Jean-le-Blanc, aigle botté, pics cendré, mar ou noir, blongios nain, martin-pêcheur, engoulevent d'Europe, alouette lulu, fauvette pitchou ou pie-grièche écorcheur.

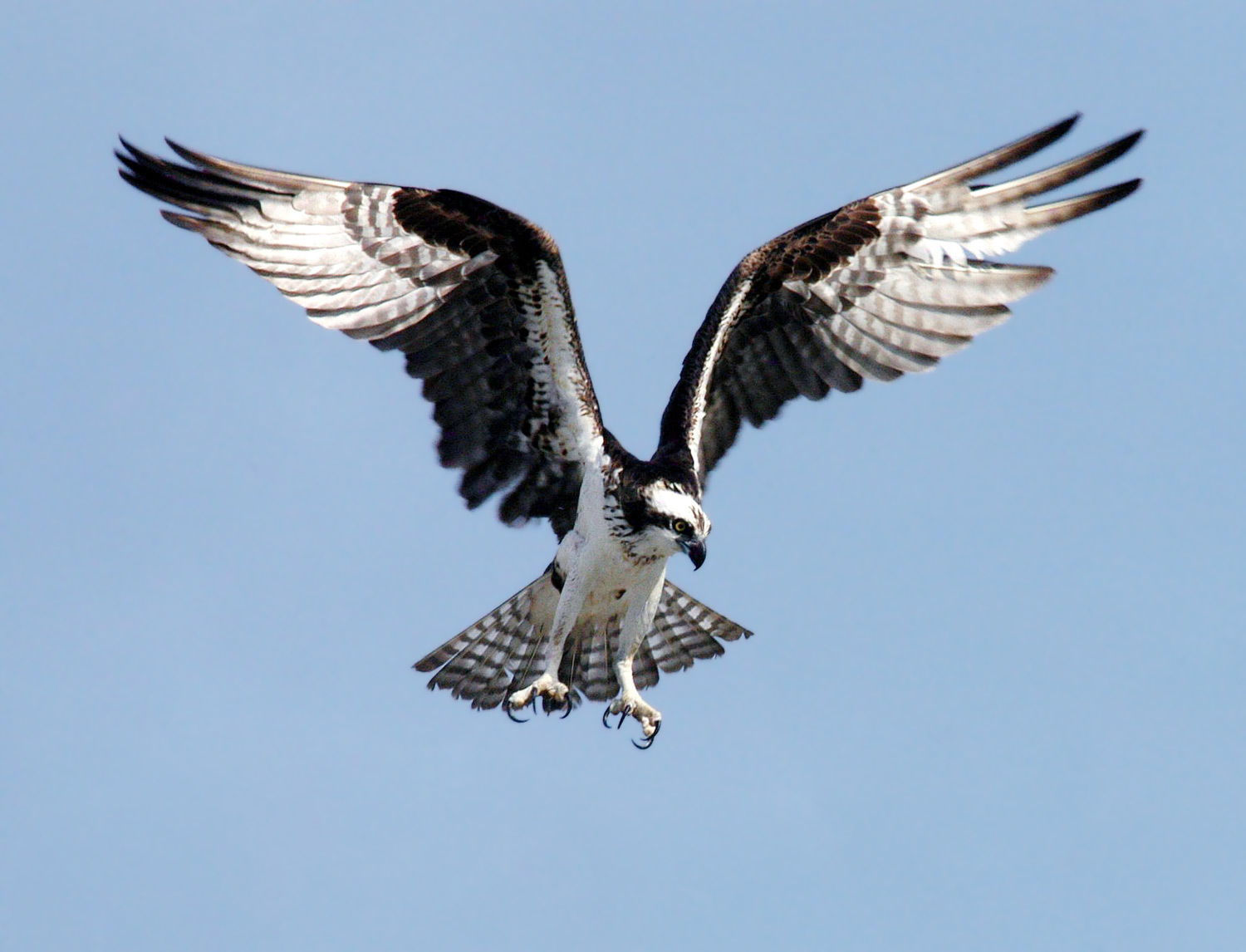
Balbuzard pêcheur
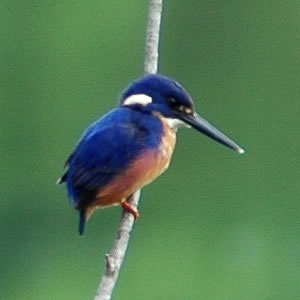
Martin pêcheur
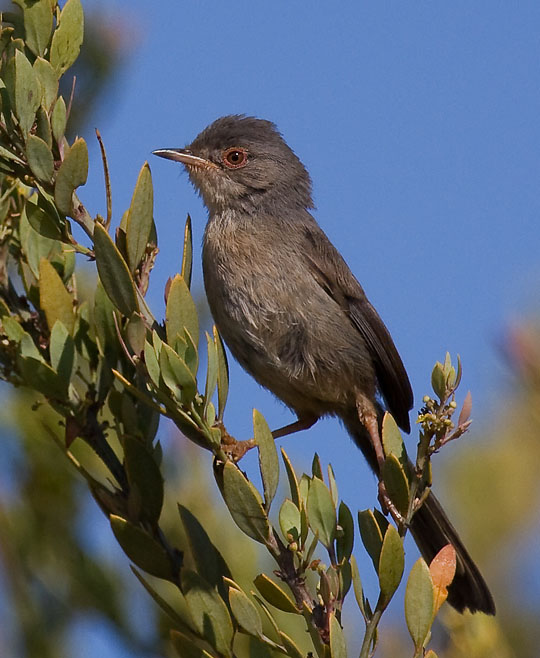
Fauvette pitchou

### Flore
L'aire protégée est constituée à 57 % d'arbres caducifoliés et à 20 % d'arbres résineux. Certaines espèces protégées au niveau national sont également présentes sur le site telles que Drosera rotundifolia, Damasonium alisma, Littorella uniflora, Pilularia globulifera, Pulicaria vulgaris ou Gratiola officinalis.

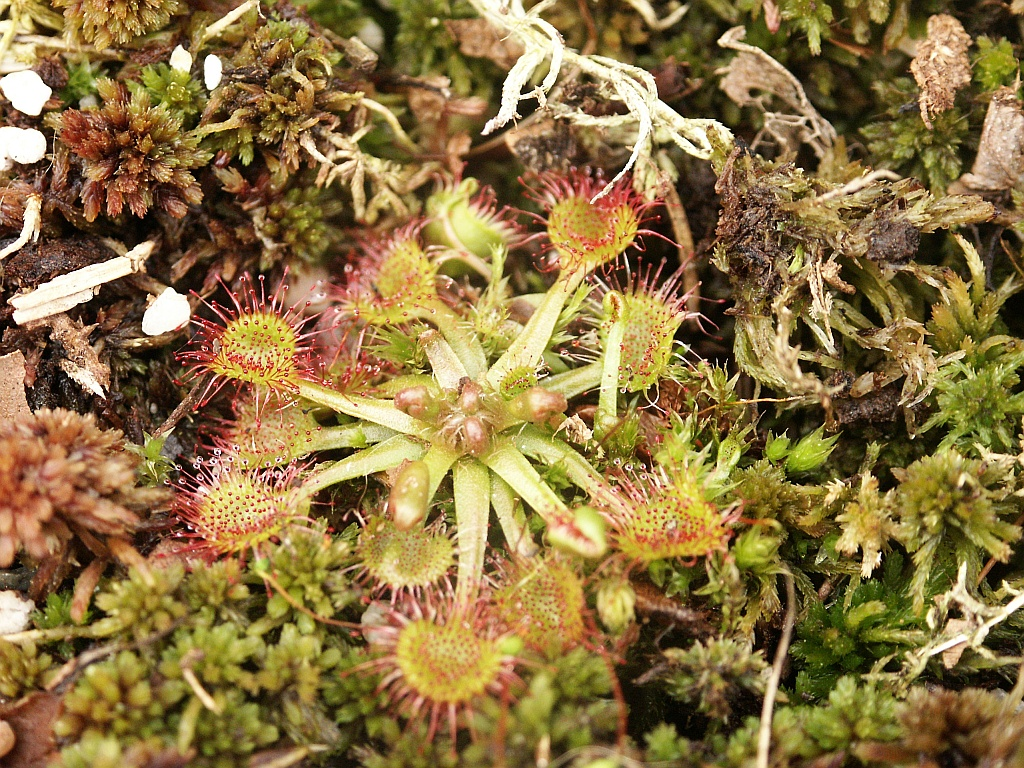
Drosera rotundifolia
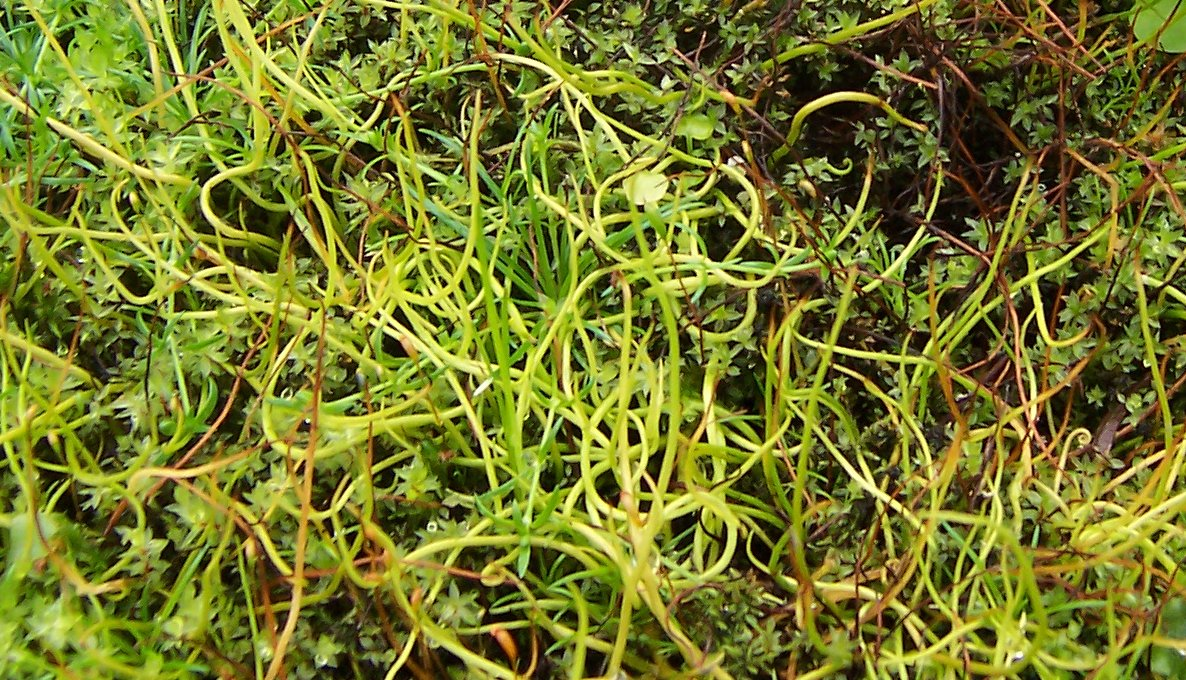
Pilularia globulifera
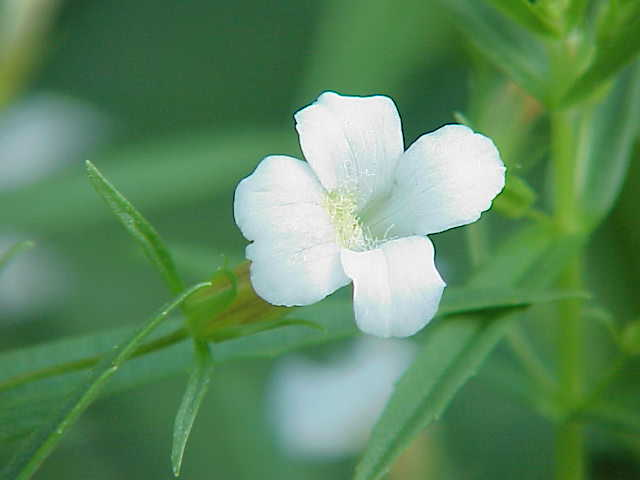
Gratiola officinalis

### Hydrographie

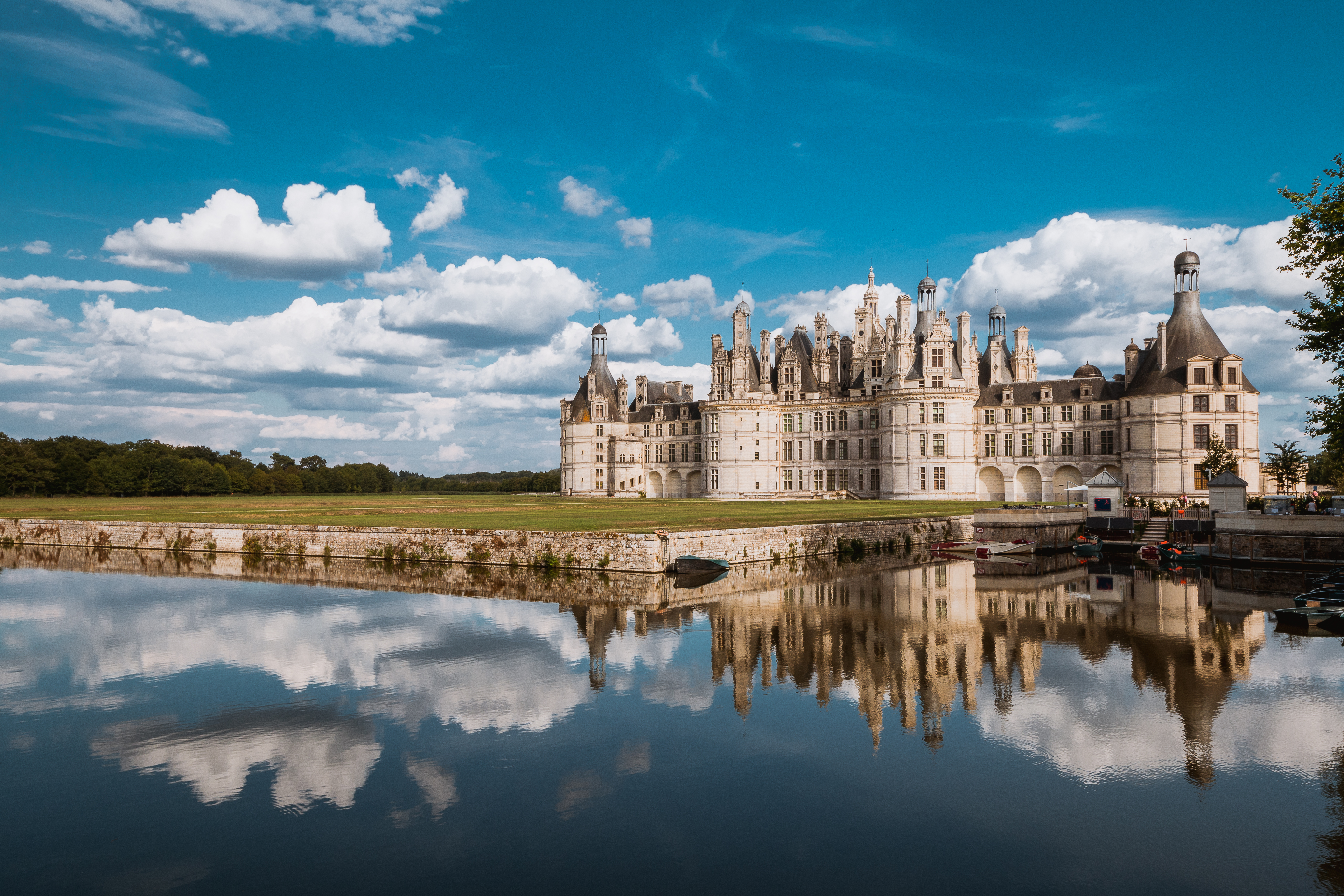
Le Cosson à Chambord

Le site comprend plusieurs étangs : de Halay, la Fontaine, la Baquetière, la Grande-Brèche, Montrieux, Neuf, la Faisanderie, le Périou, la Thibaudière et les Bonshommes.
Le Cosson, un affluent du Beuvron, traverse le territoire du domaine d'Est en Ouest.
En considérant les 4 665 ha de la zone du domaine de Chambord classée en « ZPS », 5 % sont occupés par des eaux douces intérieures (stagnantes ou courantes) et 3 % sont des marais ou des tourbières.

Carte de l'hydrographie du Domaine national de Chambord

## Classement
Le domaine fait l'objet de plusieurs classements :
- Réseau Natura 2000 : la zone de protection spéciale (ZPS) du domaine de Chambord de 4 665 ha[5] via l'arrêté du 7 mars 2006[8], le site d'importance communautaire classé zone spéciale de conservation du domaine de Chambord de 4 676 ha[6] via l'arrêté du 13 avril 2007[9] ; ces sites intersectent le site d'importance communautaire de Sologne[10] ;
- Réserve nationale de chasse et de faune sauvage de 5 439 ha[11].